# 竽

二十四簧竽小樣圖，出自清代的《古今圖書集成》

竽是中國古代一種氣鳴樂器，屬自由簧，類似於笙，不過較之為大，到宋已失傳。亦有說法云大笙叫做竽，小笙叫做和。竽以竹為苗，以匏為斗，1972年长沙马王堆一号汉墓中出土实物，流行於東周平民與貴族階層。在合奏中調音和領奏。

## 濫竽充數
齊宣王愛聽吹竽，要數百人合奏，南郭先生不會吹竽，混進竽樂隊裡，一直到齊宣王去世，都沒被拆穿；直至齊湣王繼位，他喜歡聽獨奏，南郭先生趕緊逃亡，這是成語「濫竽充數」的典故由來。

## 延伸阅读
[在维基数据编辑]
 《欽定古今圖書集成·經濟彙編·樂律典·笙竽部》，出自陈梦雷《古今圖書集成》